# باول وارويك
باول وارويك (بالإنجليزية: Paul Warwick)‏ هو لاعب اتحاد الرغبي أسترالي، ولد في 8 يناير 1981 في أستراليا.

## وصلات خارجية
- باول وارويك على موقع سلسلة سباعيات الرغبي العالمية - رجال (الإنجليزية)
- باول وارويك على موقع ItsRugby.co.uk (الإنجليزية)